# Apertura portoghese
L'apertura portoghese è un'apertura del gioco degli scacchi.

## Apertura
Costituisce una delle apertura di re, le mosse iniziali sono:
1. e4 e5
2. Ab5

## Continuazioni
Fra le possibili continuazioni più studiate:
- 2 Ab5 c6! 3 Aa4 Cf6 4 De2 Ac5 5 Cf3 d5! 6 Cc3 0-0 7 exd5 Ag4 8 0-0 cxd5 9 Dxe5 Axf3 10 gxf3 Cc6 11 Df4 Te8 12 d3 h6 13 Dg3 Te6 14 Rh1
- 2 Ab5 c6! 3 Ac4?! d5! 4 exd5 cxd5 5 Ab5+ Cc6 6 d4 e4 7 Ce2 Cf6 8 0-0 Ad6 9 Cbc3 0-0 10 Af4 Ca5! 11 Dc1 Ae7 12 Ae5 a6 13 Aa4 Ch5 14 Cg3 Cxg3 15 Axg3 Ae6 il nero è in vantaggio.
- 2 Ab5 c6 3 Ae2 d5! 4 Cf3 dxe4 5 Cxe5 Dg5 6 Cg4 Axg4 7 Axg4 Cf6 8 Ah3 Ca6 9 d3 De5 10 0-0 Ac5 11 Cc3 Td8 12 De2 0-0 13 g3 Tfe8 14 Af4 Dh5